# Stien van Bilderbeek
Christina Wilhelmina (Stien) van Bilderbeek (Amsterdam, 23 september 1887 - 1979) was de secretaresse van Anton Mussert, de leider van de Nationaal-Socialistische Beweging (NSB) in Nederland.
Zij was een dochter van Wilhelmina Christina Tappe en Bernardus Bilderbeek.  
Van Bilderbeek werd in 1923, toen Mussert werkzaam was bij de Utrechtse Provinciale Waterstaat, zijn secretaresse. Zij was een hem absoluut toegewijde vrouw, die haar gehele privéleven in dienst van Musserts werk stelde. Typerend voor Musserts formele instelling is dat hij haar gedurende de meer dan twintig jaar van nauwe samenwerking steevast met juffrouw Van Bilderbeek heeft aangesproken. Zij was het eerste vrouwelijke lid van de NSB, zodat minstens de in de NSB gebruikelijke groet van kameraadske op zijn plaats zou zijn geweest. Met stamboeknummer 27 stond zij sinds februari 1932 ingeschreven in de ledenadministratie van de NSB, waaruit blijkt dat zij het 27e lid van de beweging was. Haar broer F.W. van Bilderbeek was de penningmeester van de NSB. Nog 3 van haar broers waren lid van de NSB; een andere broer Bernardus Bilderbeek werd gerenommeerd architect in Dordrecht.